# Der Todesschrei
Der Todesschrei ist ein Horrorfilm des polnischen Regisseurs Jerzy Skolimowski aus dem Jahre 1978 und basiert auf einer Kurzgeschichte von Robert Graves. Produziert wurde er an der Küste von Devon.

## Handlung
Crossley erzählt eine verrückte Geschichte, seine eigene. Er erzählt sie in der Parkanlage einer psychiatrischen Heilanstalt einem Nicht-Insassen. Crossley erzählt, dass er eines Tages den Musiker Anthony Fielding aufgesucht hätte. Fielding wohnt zusammen mit seiner Frau in einem Landhaus am Meer. Fielding arbeitet und komponiert mit Geräuschen: er arbeitet mit Alltagstönen, dem Rauschen des Windes, den schwirrenden Wespen. Fielding ist auch Organist in der benachbarten Kirche.
Crossley verfügt über eine seltsame Magie, die er von Aborigines gelernt hatte und die mit Tönen, mit horrormäßigen Schreien, alle töten können, die nicht geschützt sind. Er wird bei den Fieldings als Gast aufgenommen, er nistet sich aber auch in deren Ehe ein. Es beginnt erotisch zu knistern und das Drama in der sich entwickelnden Dreiecksbeziehung erzeugt immer mehr Schauder und Horror. Kleinste, unscheinbare Gegenstände werden zu bedrohlichen Werkzeugen, wenn Crossley sie in seinen Händen hält. Crossley wird mit seinem schamanistischen Wahn zum Albtraum des Paares.
Erst als Fielding es schafft, sich auf die magische Ebene einzulassen, kann er Crossley besiegen. Er sucht verzweifelt einen bestimmten Stein, der Crossleys Seele symbolisiert und zerschlägt ihn, als er ihn findet. Crossley spürt, wie er es ausdrückt, dass seine Seele in vier Teile gespalten sei, und seine schamanische Macht verschwindet augenblicklich.

## Kritik
Das Lexikon des internationalen Films schrieb, „die Verunsicherung der modernen rationalen Weltsicht gelingt durch die subtile Mischung aus Fantastischem, Angst und Schrecken mit dem Alltäglichen. Ein reizvoller Film, auch wenn er in der implizierten Gegenwartskritik keinen klaren politischen Standpunkt findet.“

## Auszeichnungen
Anlässlich der Internationalen Filmfestspiele von Cannes 1978 wurde der Film mit dem großen Spezialpreis der Jury ausgezeichnet.

## Hintergrund
Der musikalische und Geräuschhintergrund wurde für den Dolby-Film auf vierzig Tonspuren aufgezeichnet und zusammengemischt.